# Шервуд (Висконсин)
Шервуд (енгл. Sherwood) град је у америчкој савезној држави Висконсин.

## Демографија
По попису из 2010. године број становника је 2.713, што је 1.163 (75,0%) становника више него 2000. године.
| Група             | 2000.         | 2010.         |
| Белци             | 1.513 (97,6%) | 2.606 (96,1%) |
| Афроамериканци    | 3 (0,2%)      | 14 (0,5%)     |
| Азијати           | 14 (0,9%)     | 21 (0,8%)     |
| Хиспаноамериканци | 15 (1,0%)     | 40 (1,5%)     |
| Укупно            | 1.550         | 2.713         |